# Silene tubulosa
Silene tubulosa là loài thực vật có hoa thuộc họ Cẩm chướng. Loài này được Oxelman & Lidén mô tả khoa học đầu tiên năm 2001.